# Федюков, Олег Иванович
Оле́г Иванович Федюко́в (род. 13 декабря 1963, Николаев, Львовская область, Украинская ССР, СССР) — советский и украинский футболист.

## Карьера
С детских лет занимался футболом при команде «Цементник» из родного города. В возрасте 16 лет его стали подпускать к основе.
После окончания школы пытался поступить в институт, но завалил один из экзаменов и был забран в армию. Выступал за команду ЛВВПУ (Львов). Там его заметил Мирон Маркевич и по окончании службы позвал к себе.
С 1985 — в Торпедо (Луцк). Поначалу все складывалось против него — в основу не пускали, квартиру в Луцке не дали. После первого круга на его счету было только несколько выходов на замену по ходу матчей. Вместе с армейским другом Василием Леськивом в перерыве между кругами написал заявление об уходе из команды. Однако заявление не подписали, а наоборот, создали условия для успешного выступления в клубе. Он получил ордер на квартиру и стал игроком основы, успев забить во 2-м круге 6 мячей.
В итоге, в 1-й же год Федюков обратил на себя внимание селекционеров «Днепра». По совету Маркевича он принял приглашение играть в Днепропетровске и когда «Днепр» совершал турне по Западной Украине, присоединился к нему.
Со 2-й половины 1986 играл в высшей лиге и в Кубке УЕФА (оба матча провел против польской «Легии»). Выступал в Кубке СССР и Кубке Федерации, где с командой стал обладателем 1-го розыгрыша Кубка.
Однако в основе днепропетровцев закрепиться не сумел. В 1988 принял предложение экс-игрока «Днепра» Николая Павлова перейти в никопольский «Колос», что он в итоге и сделал. В то время команда переживала кризисное время и сезон 1988 года завершился вылетом «Колоса» из первой лиги.
С 1989 — снова в Луцке. Тренером тогда был в команде Виталий Кварцяный, а партнерами — Арманд Зейберлиньш, Анатолий Раденко, Владимир Дикий, Раймонд Лайзанс. По итогам 1989 команда заняла 1-е место в украинской зоне, но не прошла квалификационный турнир за право играть в 1-й лиге.
В «Волыни» Федюков был твердым игроком основы, проводил много игр, неоднократно выбирался капитаном команды.
В 1994 непродолжительное время играл за Карпаты (Львов). Затем снова продолжил выступать в Волыни.
Играл до 2003 года, провел более 560 матчей в «Волыни».
По завершении игровой карьеры работал тренером в ДЮФШ «Волынь». Сейчас занимает должность старшего тренера молодёжного состава луцкой Волыни.

## Статистика
| Сезон   | Клуб               | Матчи | Голы |
| ------- | ------------------ | ----- | ---- |
| 1985    | Торпедо (Луцк)     | 39    | 6    |
| 1986    | Торпедо (Луцк)     | 3     | 0    |
| 1986    | Днепр (Дн)         | 3     | 0    |
| 1987    | Днепр (Дн)         | 1     | 0    |
| 1988    | Колос (Никополь)   | 39    | 1    |
| 1988    | Днепр (Дн)         | 1     | 0    |
| 1989    | Волынь             | 48    | 1    |
| 1990    | Волынь             | 38    | 0    |
| 1991    | Волынь             | 34    | 0    |
| 1992    | Волынь             | 16    | 1    |
| 1992/93 | Волынь             | 29    | 0    |
| 1993/94 | Волынь             | 32    | 1    |
| 1994/95 | Карпаты (Львов)    | 13    | 0    |
| 1994/95 | Волынь             | 16    | 0    |
| 1995/96 | Волынь             | 32    | 3    |
| 1996/97 | Волынь             | 45    | 2    |
| 1997/98 | Волынь             | 39    | 1    |
| 1998/99 | Волынь             | 35    | 3    |
| 1999/00 | Волынь             | 29    | 1    |
| 2000/01 | Волынь/СК Волынь-1 | 29    | 1    |
| 2001/02 | СК Волынь-1        | 33    | 0    |
| 2002/03 | СК Волынь-1/Волынь | 19    | 0    |
| 2003/04 | Волынь             | 8     | 0    |

## Достижения
- Обладатель Кубка Федерации СССР 1986 года.
- Чемпион УССР 1989 г.
- Чемпион Украины в 1-й лиге 2002 г.
- Чемпион СССР среди дублеров 1987 г.

## Семья
Жена Ольга, сыновья Дмитрий и Сергей.